# 迪爾穆恩墓葬群

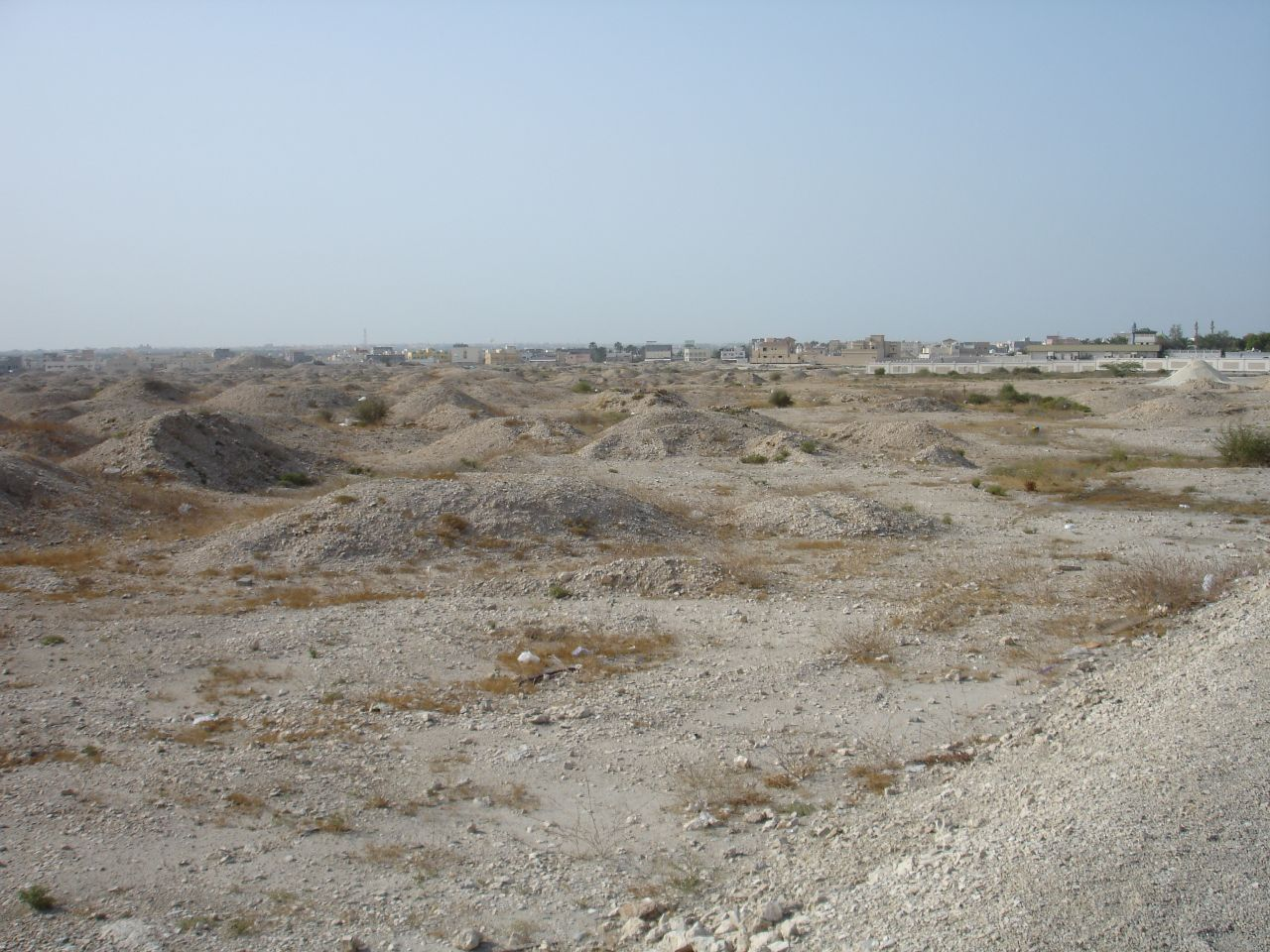
阿里 (巴林)墓葬

古代墓葬位置图

迪爾穆恩墓葬群（羅馬化：Madāfin Dilmūn  ) 是联合国教科文组织世界遗产，包括巴林主岛上可追溯到迪爾蒙文化和烏姆·安·納爾文化的墓地区域。
巴林自古以來就以擁有大量墓葬而聞名，面積佔數平方公里的墓丘被認為是古代世界最大墓地之一。這些墓地集中在島嶼北部，位於稍高於可耕地的堅硬多石區域——島嶼南部則主要是沙地與類似沙漠的地形。近期研究顯示，大約35萬座古墓丘可能在數千年間，由當地人口自行建造完成。
這些墓葬並非全屬於同一時期，也並非完全相同風格，在墓丘區不同位置，其規模差異很大。由巴林國家博物館、巴林歷史與考古學會參與的研究仍在進行中，以確定墓葬的明確年代序列與延續關係，同時探討建造這些墓葬的社會或不同社群的文化意涵。

## 挖掘
英國探險家J·西奧多·班特與妻梅布尔·班特挖掘此地部分墓丘，根據梅布爾撰於1889年2月10日（週日）至2月19日（週二）的日記顯示，他們發現了象牙碎片、木炭、鴕鳥蛋殼等物。
西奧多·本特將發掘成果發表於兩篇文章，而更詳細的記錄則出現在夫婦二人在1900年出版的《南阿拉伯》（Southern Arabia）一書中。
1950 年代，一支丹麥團隊在青铜时代首都巴林堡挖掘時，打開了一些墳丘，並找到了可追溯至約4100–3700年前、屬於同一文化的器物。此後，許多考古團隊陸續挖掘墓葬，讓人們對這些墓葬的結構與隨葬品有了更全面的認識。

### 墓室結構（墳丘）
每座墳丘的核心為一個中央石砌墓室，外圍由低矮環形牆包圍，再覆蓋土與礫石。墳丘的大小各異，但多數直徑約4.5 × 9公尺，高1–2公尺。較小的墳丘通常只有一個墓室，墓室多為長方形，在東北端設有一至兩個壁龕，較大的墓室中段偶爾會有額外一對壁龕。
雖然大部分墓室通常只埋葬一人，但有些包含多人，而次要墓室往往沒有遺骸。死者多頭朝壁龕、右側臥下葬。隨葬品不多，僅有少量陶器、偶爾出現的貝殼或石質印章、以瀝青封口的籃子、象牙器物、石罐與銅製武器。骨骸顯示死者男女皆有，平均壽命約40歲。嬰兒通常埋葬於環牆旁或之外，每戶家庭平均育有1.6名子女。

### 保护争议
對墓丘的保護行動曾遭到宗教原教旨主義者反對，認為這些墓葬「不符合伊斯蘭精神」，並呼籲將其以水泥覆蓋，用於興建住房。2005 年 7 月 17 日的國會辯論中，薩拉菲派阿薩拉黨領袖 阿德爾·穆瓦達表示：「為活人提供住房比為死人保留墳墓更好。我們必須為自己的伊斯蘭根源感到驕傲，而不是為某個來自其他時空、只留給我們陶器和骨頭的古代文明而驕傲。」